# Fernando Coruja
Carlos Fernando Agustini, mais conhecido como Fernando Coruja (Lages, 4 de dezembro de 1954) é um médico, jurista e político brasileiro.
Foi vereador de Lages na 11ª Legislatura - de 1989 a 1992, eleito pelo PFL e prefeito de Lages de 1993 a 1996, eleito pelo PDT.
Foi deputado federal por Santa Catarina na 51ª legislatura (1999 — 2003), na 52ª legislatura (2003 — 2007) e na 53ª legislatura (2007 — 2011).
Em 9 de novembro de 2017 assumiu uma cadeira efetiva na Assembleia Legislativa de Santa Catarina, na vaga do deputado José Nei Ascari, agora conselheiro do Tribunal de Contas do Estado de Santa Catarina.